# Dương Văn Đức (trung tướng)
Dương Văn Đức (1925 - 2000) nguyên là một cựu tướng lĩnh của Quân đội Việt Nam Cộng hòa, cấp bậc Trung tướng. Ông xuất thân từ trường Võ bị Liên quân Viễn Đông của Chính quyền Thuộc địa Pháp mở ra tại Đông Dương, nhằm mục đích đào tạo sĩ quan người bản xứ để phục vụ cho Quân đội Pháp. Sau này chuyển sang phục vụ Quân đội Việt Nam Cộng hòa, ông là một trong số ít sĩ quan được thăng cấp tướng ở thời kỳ Đệ Nhất Cộng hòa (Thiếu tướng năm 1956). Ông cũng không được nổi bật lắm trong thời gian tại ngũ chưa đến 20 năm của mình. Tuy nhiên, ông được biết đến với vai trò chỉ huy một cuộc đảo chính bất thành nhằm lật đổ tướng Nguyễn Khánh vào trung tuần tháng 9 năm 1964.

## Tiểu sử và Binh nghiệp
Ông sinh năm 1925 tại Thủ Đức, Gia Định, miền Nam Việt Nam trong một gia đình khá giả. Năm 1945, ông tốt nghiệp Trung học phổ thông chương trình Pháp tại Sài Gòn với văn bằng Tú tài toàn phần (Part II).

### Quân đội thuộc địa Pháp
Đầu tháng 7 năm 1946, ông nhập ngũ vào Quân đội Pháp. Theo học khóa 1 Nguyễn Văn Thinh ở trường Võ bị Liên quân Viễn Đông tại Đà Lạt, khai giảng ngày 15 tháng 7 cùng năm. Một năm sau mãn khóa tốt nghiệp với cấp bậc Chuẩn úy. Cùng tốt nghiệp, có các sĩ quan trẻ như Nguyễn Khánh, Trần Thiện Khiêm và Lâm Văn Phát, những người về sau có những tác động quan trọng trong sự nghiệp của ông. Ra trường, ông được phục vụ trong Chi đội Nhảy dù thuộc Vệ binh Nam phần. Năm 1948, ông được thăng cấp Thiếu úy tại nhiệm. Năm 1949, ông được thăng cấp Trung úy chuyển đi làm Đại đội trưởng trong Tiểu đoàn Bộ binh thuộc Quân đội Liên hiệp Pháp.

### Quân đội Quốc gia Việt Nam
Tháng 5 năm 1950, ông được thăng cấp Đại úy, được cử đi du học lớp căn bản sĩ quan Bộ binh tại trường Võ bị Saint Cyr ở Pháp trong vòng 14 tháng. Cuối năm 1951, ông được thăng cấp Thiếu tá, chuyển ngạch sang Quân đội Quốc gia và được cử theo học lớp Chỉ huy Chiến thuật tại Hà Nội. Năm 1952, ông tiếp tục được cử đi du học lớp tham mưu tại trường Tham mưu Paris, Pháp. Một năm sau về nước, ông được thăng cấp Trung tá.

### Quân đội Việt Nam Cộng hòa
- Thất thế

Tháng 2 năm 1955, ông được Thủ tướng Ngô Đình Diệm bổ nhiệm làm Chỉ huy trưởng Chiến dịch Tự do tiếp thu Cà Mau kiêm quyền Tỉnh trưởng Sóc Trăng kiêm Chỉ huy trưởng Bảo an Phân khu Sóc Trăng. Cuối tháng 5, ông được thăng cấp Đại tá Chỉ huy trưởng Chiến dịch Đinh Tiên Hoàng, tấn công Lực lượng Quân sự của Giáo phái Hoà Hảo đang kiểm soát phần lớn miền Tây Nam Bộ.
Ngày 5 tháng 6 năm 1955, ông chỉ huy binh sĩ tiến chiếm Cái Vồn (Vĩnh Long), phá tan đại bản doanh của tướng Năm Lửa Trần Văn Soái. Đến ngày 29 tháng 6, ông tiến quân vào núi Ba Chúc, tấn công lực lượng của tướng Ba Cụt Lê Quang Vinh, nhưng không giành được thắng lợi nhanh chóng. Cố vấn Ngô Đình Nhu sốt ruột và đề nghị Bộ trưởng Nội vụ Nguyễn Ngọc Thơ tìm chỉ huy khác thay thế. Ngày 29 tháng 12 năm 1955, Quốc trưởng Ngô Đình Diệm đã ra lệnh chấm dứt chiến dịch Đinh Tiên Hoàng do ông chỉ huy và cho Đại tá Dương Văn Minh thay thế.
Sự việc cách chức đột ngột này khiến ông tỏ vẻ bất bình. Để xoa dịu nên sang đầu năm 1956, ông được Quốc trưởng thăng cấp Thiếu tướng. Khi đó ông mới 31 tuổi và là một sĩ quan được lên tướng với tuổi đời trẻ nhất trong Quân đội Việt Nam Cộng hòa. Đồng thời đến giữa năm, ông được cử đi làm Công sứ Việt Nam Cộng hòa tại Hàn Quốc. Tại đây ông quen và cưới vợ người Đức là nhân viên Tòa Đại sứ Cộng hòa Liên bang Đức tại Hàn Quốc. Do sự việc này nên cuối năm 1957, Tổng thống Diệm đã cách chức và triệu hồi ông về nước. Đầu năm 1958 ông được cử đi học lớp Tham mưu cao cấp ở Học viện Chỉ huy và Tham mưu Fort Leavenworth thuộc Tiểu bang Kansas, Hoa Kỳ, tháng 5 mãn khóa về nước. Đầu năm 1959, ông được bổ nhiệm vào chức vụ Tổng Thư ký Thường trực Bộ Quốc phòng thay tướng Dương Văn Minh, một chức vụ không có thực quyền.
Cuối năm 1960, do đã có vấn đề cá nhân với Tổng thống Ngô Đình Diệm nên ông xin từ nhiệm chức vụ Tổng thư ký. Sau đó xin giải ngũ và xin phép sang Tây Đức thăm gia đình rồi ở luôn ở đó. Đến năm 1961, ông sang Pháp ở và làm chủ một nhà hàng kinh doanh ăn uống.
- Chuyên gia đảo chính

Sau đảo chính 1 tháng 11 năm 1963, ông hồi hương và được Hội đồng Quân nhân Cách mạng chấp nhận cho tái ngũ với cấp bậc cũ là Thiếu tướng, giữ chức Tham mưu phó Kế hoạch Bộ Tổng tham mưu, Phụ tá cho tướng Lê Văn Kim. Tuy nhiên, đến cuối tháng 1 năm 1964, tham gia âm mưu đảo chính bởi các tướng Nguyễn Khánh, Trần Thiện Khiêm và Đỗ Mậu. Sau khi cuộc Chỉnh lý nội bộ thành công, ông được thăng cấp Trung tướng và được cử làm Tư lệnh Quân đoàn IV và Vùng 4 Chiến thuật thay thế Thiếu tướng Nguyễn Hữu Có. Ngày 13 tháng 9 cùng năm, ông tiếp tục tham dự một âm mưu đảo chính (còn gọi là cuộc Biểu dương Lực lượng) nhằm lật đổ tướng Nguyễn Khánh do tướng Trần Thiện Khiêm cầm đầu. Chiều ngày 14 tháng 9, sau cuộc Biểu dương Lực lượng trên đường trở về Cần Thơ, ông bị bắt giữ và bị giải giao về Bộ Tổng Tham mưu đồng thời bị giải nhiệm chức vụ Tư lệnh Quân đoàn IV. Ngay sau đó Thiếu tướng Nguyễn Văn Thiệu đang là Tham mưu trưởng Liên quân được cử thay thế. Ngày 15 tháng 10, ông bị đưa ra xét xử tại Tòa án Quân sự Mặt trận Sài Gòn cùng với những người có liên can. Tại phiên tòa, ông và đồng nhóm vẫn tuyên bố đó chỉ là cuộc Biểu dương Lực lượng chứ không phải đảo chính. Ngày 23 tháng 10, tòa tuyên bố tha bổng nhưng toàn bộ thành phần liên can phải ra trước Hội đồng Kỷ luật quân đội. Sau đó ông bị buộc phải giải ngũ. 
- Mắc bệnh tâm thần

Đảo chính thất bại, bị tước hết quyền lực, dù vẫn được tự do, nhưng ông bị cho là đã bị chấn thương tâm lý nghiêm trọng. Trong những năm sau đó, ông thường xuyên có những biểu hiện rối loạn tâm thần, có những hành vi hoặc phát biểu bôi nhọ các tướng Thiệu - Kỳ. Đầu năm 1966, ông lại bị bắt vì cho rằng đã có những hoạt động chống lại Nội các Chiến tranh của Thiếu tướng Nguyễn Cao Kỳ nhưng sau đó lại được tha với lý do bệnh tâm thần. Những năm sau đó, ông sống trong hoàn cảnh túng thiếu, thường xuyên trong trạng thái say rượu, lang thang trên nhiều đường phố Sài Gòn, nhiều lần mắng chửi Tổng thống Nguyễn Văn Thiệu ở nơi công cộng.

## Từ 1975 về sau
Sau ngày 30 tháng 4, ông bị Chính quyền mới đưa đi cải tạo từ Nam ra Bắc. Trong thời gian cải tạo, ông vẫn bị bệnh tâm thần và thường xuyên có những hành động cũng như phát ngôn bôi nhọ Chính quyền mới. Vì vậy, mãi đến ngày 14 tháng 9 năm 1987 ông mới được trả tự do.
Năm 2000, ông từ trần tại Thành phố Hồ Chí Minh và hưởng thọ 75 tuổi.

## Gia đình và đời tư
Ông có hai người vợ:
- Chính thất: Bà Nguyễn Thị Ba (Sinh 2 trai, 1 gái): Dương Đức Hoàn, Dương Thị Kim Lan, Dương Văn Phước.
- Thứ thất: Bà Ilse Meyfarth, người Đức (sinh 2 trai, 1 gái, ly hôn năm 1969 và đưa các con trở về Tây Đức).